# Камарота (Потенца)
Камарота (итал. Cammarota) је насеље у Италији у округу Потенца, региону Базиликата.
Према процени из 2011. у насељу је живело 22 становника. Насеље се налази на надморској висини од 701 м.